# جاكا برودنيك
جاكا برودنيك (بالسلوفينية: Jaka Brodnik)‏ مواليد 27 فبراير 1992 في ليوبليانا، هو لاعب كرة سلة سلوفيني. بدأ مسيرته الاحترافية في سنة 2009. يلعب في الدوري السلوفيني لكرة السلة.

## المسيرة الاحترافية
لعب مع زلاتوروج لاشكو من سنة 2009 إلى 2013، ثم لعب مع نادي أوليمبيا لكرة السلة من سنة 2013 إلى 2015، ثم لعب مع نورشوبينغ دولفينز في موسم 2015–2016، ثم لعب مع نادي شينتجور لكرة السلة في سنة 2016.

## روابط خارجية
- جاكا برودنيك على موقع الاتحاد الدولي لكرة السلة (الإنجليزية)
- جاكا برودنيك على موقع الدوري الأوروبي لكرة السلة (الإنجليزية)
- جاكا برودنيك على موقع كرة السلة الأوروبية.كوم (الإنجليزية)
- جاكا برودنيك على موقع ريلجم (الإنجليزية)
- جاكا برودنيك على موقع بروبوليرز (الإنجليزية)
- جاكا برودنيك على موقع سبورتس رفرنس (الإنجليزية)